# Via Romana
Die Via Romana ist ein 257 km langer Radfernweg in Nordrhein-Westfalen und den Niederlanden.
Dabei ist ihr Streckenverlauf geteilt: Die nördliche Route verläuft von Xanten bis Nijmegen entlang des Rheins und beträgt 98 km, die 159 km lange Südroute entfernt sich auf ihrem Verlauf von Nijmegen nach Xanten vom Rhein, um stattdessen durch Städte wie Kleve oder das niederländische Heumen zu führen.

## Geschichte
Den Verlauf der Via Romana begründet eine ehemalige Heeresstraße der Römer, die in der ersten Hälfte des 1. Jahrhunderts westlich des Rheins angelegt wurde, um die dort gelegenen Militärlager miteinander zu verbinden. Die wichtigsten Orte entlang dieser Strecke waren die bedeutendsten Siedlungen am unteren Niederrhein, Ulpia Noviomagus Batavorum (das heutige Nijmegen) und Colonia Ulpia Traiana (bei Xanten), welche heute die Ausgangspunkte der Via Romana markieren. Nach dem Niedergang des römischen Reiches blieb die Heeresstraße zumindest als Handelsstraße von Bedeutung, so dass sich nicht nur aus der Zeit der Römer zahlreiche Sehenswürdigkeiten entlang der Route entdecken lassen.

## Streckenprofil
Die Via Romana führt durch typisch niederrheinische Naturlandschaften zu mittelalterlichen Stadtkernen, sehenswerten Kirchen, einer vielfältigen Museumslandschaft und zahlreichen Erholungseinrichtungen.
Die Via Romana ist durchgehend durch ein sechseckiges Schild mit speziellem Symbol (einer stilisierten Darstellung der Via Romana entlang des Rheins neben einem stilisierten Fahrrad) beschildert. Die Farbe der Richtungspfeile gibt den Verlauf der Route an: rote Pfeile führen in Richtung Xanten, grüne Pfeile in Richtung Nijmegen. Neben dieser eigentlichen Beschilderung wurden entlang von Hauptverkehrswegen auch Schilder mit dem Symbol der Route aufgestellt, um Autofahrer auf diese aufmerksam zu machen.
Der nördliche Teil der Via Romana verbindet von Südost nach Nordwest die Städte und Gemeinden Xanten – Kalkar – Bedburg-Hau – Kranenburg – Ubbergen (NL) – Nijmegen (NL). Von Nordwest nach Südost verbindet die südliche Teilstrecke Nijmegen (NL) – Heumen (NL) – Cuijk (NL) – Mook en Middelaar (NL) – Groesbeek (NL) – Kranenburg – Kleve – Bedburg-Hau – Kalkar – Xanten.